# 日本に輸入可能なクワガタムシ一覧
日本に輸入可能なクワガタムシの一覧とは、植物防疫法第7条3項における「検疫有害動植物」（農作物等の植物に危害を与える恐れのある動植物）に該当しないと農林水産省植物防疫所に認められたクワガタムシの一覧。
もともとは日本にも生息しており、生態が十分にわかっているとされたノコギリクワガタ、アカアシクワガタのみだったが、愛好家の圧力により、1999年4月6日にニジイロクワガタが、そして11月24日にはカブトムシを含め44種が解禁され、その後何回かに渡って追加されている。そのため、愛好家の間では（輸入）解禁種という言葉も一般に広まっている。
尚、この一覧の中には、輸出国側が禁止していたり、保護条約によって取引が規制されているようなものも含まれている。
学名のアルファベット順。

## ネブトクワガタ属Aegus
- アクミナートゥスネブトクワガタ A.acuminatus
- アクタングルスネブトクワガタ A.acutangulus
- アンプルスネブトクワガタ A.amplus
- アングストゥスネブトクワガタ A.angustus
- バワンネブトクワガタ A.bawangensis
- ビデンスネブトクワガタ A.bidens
- ビギボッススネブトクワガタ A.bigibbosus
- ブーゲンビルネブトクワガタ A.bougainvillensis
- ケルビコルニスネブトクワガタ A.cervicornis
- チェリフェルネブトクワガタ A.chelifer
- デュプロデンタァトゥスネブトクワガタ A.duplodentatus
- エシュショルツネブトクワガタ A.eschscholtzii
- エキシリスネブトクワガタ A.exilis
- フォルニカートゥスネブトクワガタ A.fornicatus
- フロンタリスネブトクワガタ A.frontalis
- フッケンネブトクワガタ A.fukiensis
- グラキリスネブトクワガタ A.gracilis
- グランディスネブトクワガタ A.grandis
- グレシットネブトクワガタ A.gressitti
- インシピドゥスネブトクワガタ A.insipidus
- インソリトゥスネブトクワガタ A.insolitus
- ヤンソンネブトクワガタ A.jansoni
- キナバルネブトクワガタ A.kinabalensis
- カントンネブトクワガタ A.kuantungensis
- ラビリスネブトクワガタ A.labilis
- ラエビコリスネブトクワガタ A.laevicollis
- リューウェンネブトクワガタ A.leuweni
- ミンダナオネブトクワガタ A.mindanaoensis
- ミソールネブトクワガタ A.misooelensis
- モンタヌスネブトクワガタ A.montanus
- オキシゴヌスネブトクワガタ A.oxygonus
- パラレルスネブトクワガタ A.parallelus
- フィリピンネブトクワガタ A.philippinensis
- プラティオドンネブトクワガタ A.platyodon
- プンクティトラックスネブトクワガタ A.punctithorax
- プンクティペンニスネブトクワガタ A.punctipennis
- リゴーネブトクワガタ A.rigouti
- ロッセルネブトクワガタ A.rosselianus
- セラートゥスネブトクワガタ A.seraatus
- シンプレックスネブトクワガタ A.simplex
- スズムラネブトクワガタ A.suzumurai
- ウッドフォードネブトクワガタ A.woodfordi

## オウゴンオニクワガタ属Allotopus
- モーレンカンプオウゴンオニクワガタ A.moellenkampi
- ローゼンベルグオウゴンオニクワガタ A.rosenbergi

## チリハネナシクワガタ属Apterodorcus
- チリハネナシクワガタ A.bacchus

## コツノノコギリクワガタ属Aphanognathus
- コツノノコギリクワガタ A.laterotarsoides

## ハワイハネナシクワガタ属Apterocyclus
- ハワイハネナシクワガタ A.honoluluensis

## インカクワガタ属Auxicerus
- ムルティコロールインカクワガタ A.multicolor
- インカクワガタ A.platyceps

## ハイイロクワガタ属Cacostomus
- ハイイロクワガタ C.squamosus

## コツヤクワガタ属Calcodes
- コツヤクワガタ C.aeratus
- クプレイベントリスコツヤクワガタ C.cupreiventris

## クビホソツヤクワガタ属Cantharolethrus
- アザンブレクビボソツヤクワガタ C.azambrei
- バックレイクビボソツヤクワガタ C.buckleyi
- エロンガトゥスクビボソツヤクワガタ C.elongatus
- クビボソツヤクワガタ C.luxeri
- ペルビアヌスクビボソツヤクワガタ C.peruvianus
- ステインヘイルクビボソツヤクワガタ C.steinheili

## シカツノオニクワガタ属Capreolucanus
- シカツノオニクワガタ C.sicardi

## コフキクワガタ属Casignetus
- コフキクワガタ C.humboldti
- スピックスコフキクワガタ C.spixi

## ツヤハダクワガタ属Ceruchus
- クリソメリヌスツヤハダクワガタ C.chrysomelinus
- ピケウスツヤハダクワガタ C.piceus
- プンクタートゥスツヤハダクワガタ C.punctatus
- チュウゴクツヤハダクワガタ C.sinensis
- ストリアトゥスツヤハダクワガタ C.striatus

## スジバネクワガタ属 Charagmophorus
- スジバネクワガタ C.lineatus

## チリクワガタ属Chiasognathus
- ベネッシュチリクワガタ C.beneshi
- チリクワガタ C.granti
- ジュセリンチリクワガタ C.jousselini
- ラトレイユチリクワガタ C.latreillei

## マルガタクワガタ属Colophon
- バーナードマルガタクワガタ C.barnardi
- カメロンマルガタクワガタ C.cameroni
- イザルドマルガタクワガタ C.izardi
- モンティサトリスマルガタクワガタ C.montisatris
- ネールマルガタクワガタ C.neli
- プリモスマルガタクワガタ C.primosi
- ストコマルガタクワガタ C.tokoei
- ツンベルグマルガタクワガタ C.thunbergi
- マルガタクワガタ C.westwoodi
- ホワイトマルガタクワガタ C.whitei

## ホソアカクワガタ属Cyclommatus
- アラガールホソアカクワガタ C.alagari
- アサヒナホソアカクワガタ C.asahinai
- アッサムホソアカクワガタ C.assamensis
- ビコロールホソアカクワガタ C.bicolor
- カナリクラトゥスホソアカクワガタ C.canaliculatus
- チュウホソアカクワガタ C.chewi
- クプレオニテンスホソアカクワガタ C.cupreonitens
- デハーンホソアカクワガタ C.dehaani
- エラフスホソアカクワガタ C.elaphus
- イグジミウスホソアカクワガタ C.eximius
- ファウニコロールホソアカクワガタ C.faunicolor
- ギラファホソアカクワガタ C.giraffa
- インペラトールホソアカクワガタ C.imperator
- インコグニトゥスホソアカクワガタ C.incognitus
- インシグニスホソアカクワガタ C.insignis
- カウピホソアカクワガタ C.kaupi
- ルニィフェルホソアカクワガタ C.lunifer
- マルガリータホソアカクワガタ C.margaritae
- マーチンホソアカクワガタ C.martinii
- メタリフェルホソアカクワガタ C.metallifer
- トサカホソアカクワガタ C.mniszechi
- モジリアニホソアカクワガタ C.modiglianii
- モンタネルスホソアカクワガタ C.montanellus
- ムルティデンタトゥスホソアカクワガタ C.multidentatus
- パハンホソアカクワガタ C.pahangensis
- パステュールホソアカクワガタ C.pasteuri
- プルケルスホソアカクワガタ C.pulchellus
- サルティニホソアカクワガタ C.saltini
- ホソアカクワガタ C.scutellaris
- シマルーエホソアカクワガタ C.simalurensis
- スペキオススホソアカクワガタ C.speciosus
- スズムラホソアカクワガタ C.suzumurai
- タランドゥスホソアカクワガタ C.tarandus
- ティタヌスホソアカクワガタ C.titanus
- ヴァインライヒホソアカクワガタ C.weinreichi
- ズベールホソアカクワガタ C.zuberi

## ムカシクワガタ属Dendroblax
- ムカシクワガタ D.earlei

## エレガンスクワガタ属Digonophorus
- エレガンスクワガタ D.elegans

## クワガタ属Dorcus
- アルキデスヒラタクワガタ D.alcides
- アンタエウスオオクワガタ D.antaeus
- パプアヒラタクワガタ D.arfakianus
- アローコクワガタ D.arrowi
- ビシグナートゥスコクワガタ D.bisignatus
- ダイオウヒラタクワガタ D.bucephalus
- タイワンサビクワガタ D.carinulatus
- チョウセンヒラタクワガタ D.consentaneus
- クルビデンスオオクワガタ　D.curvidens
- ホペイオオクワガタ D.hopei
- ダビディスコクワガタ D.davidis
- デレリクトゥスコクワガタ D.derelictus
- デタニヒラタクワガタ D.detanii
- ドンキイエルコクワガタ D.donckieri
- エグレギウスヒラタクワガタ D.egregius
- エレガントゥルスコクワガタ D.elegantulus
- ユーリケファルスヒラタクワガタ D.eurycephalus
- フルボノトゥスコクワガタ D.fulvonotatus
- ギリアンヒラタクワガタ D.ghilianii
- ツノボソオオクワガタ D.gracilicornis
- グランディスオオクワガタ D.grandis
- グラウトコクワガタ D.groulti
- ヒペリオンオオクワガタ D.hyperion
- イムンドゥスサビクワガタ D.immundus
- インテルメディウスヒラタクワガタ D.intermedius
- ジュクンドゥスヒメヒラタクワガタ D.jucundus
- ミヤマヒラタクワガタ D.kyanrauensis
- ラクノステルヌスヒラタクワガタ D.lachnosternus
- マクレイコクワガタ D.macleayii
- ミークヒラタクワガタ D.meeki
- メリアヌスコクワガタ D.mellianus
- ミネットサビクワガタ D.mineti
- ミラビリスヒラタクワガタ D.mirabilis
- ミワヒラタクワガタ D.miwai
- モチヅキクワガタ D.mochizukii
- ヒメオオクワガタ D.montivagus
- ムルティカブスサビクワガタ D.multicavus
- ムシモンオオクワガタ D.musimon
- ネグレコクワガタ D.negrei
- ネパールコクワガタ D.nepalensis
- パラレリピペドゥスオオクワガタ D.parallelipipedus
- パラレルスオオクワガタ D.parallelus
- ヒメヒラタクワガタ D.parvulus
- ベイロニィスコクワガタ D.peyronis
- プセウダキスコクワガタ D.pseudaxis
- ラマヒラタクワガタ D.rama
- ラティオキナティブスコクワガタ D.ratiocinativus
- コクワガタ D.rectus
- ライヒヒラタクワガタ D.reichei
- パリーオオクワガタ D.ritsemae
- アカアシクワガタ D.rubrofemoratus
- ルゴススサビクワガタ D.rugosus
- サイガヒラタクワガタ D.saiga
- シェンクリンオオクワガタ D.schenklingi
- セグーコクワガタ D.seguyi
- チュウゴクコクワガタ D.sinensis
- サーカコクワガタ D.sircari
- スジクワガタ D.striatipennis
- スツラリスオオクワガタ D.suturalis
- タウルスヒラタクワガタ D.taurus
- テルナテヒラタクワガタ D.ternatensis
- トラキクスヒラタクワガタ D.thoracicus
- オオヒラタクワガタ D.titanus
- ティティウスヒラタクワガタ D.tityus
- タウネスヒラタクワガタ D.townesi
- ベルティヌスサビクワガタ D.velutinus
- ベルニカトゥスコクワガタ D.vernicatus
- バージニアコクワガタ D.virginiae
- ウィックハムヒラタクワガタ D.wickhami
- ヤマダクワガタ D.yamadai

## ヒメキンイロクワガタ属Eucarteria
- ヒメキンイロクワガタ E.floralis

## チビクワガタ属Figulus
- チビクワガタ F.binodulus
- マメクワガタ F.punctatus

## サビクワガタ属Gnaphaloryx
- カプレオルスサビクワガタ G.capreolus
- ノタリサビクワガタ G.notarii
- オパクスサビクワガタ G.opacus
- スクルプティペニスサビクワガタ G.sculptipennis
- スクアリドゥスサビクワガタ G.squalidus

## カギツノクワガタ属Heterochthes
- アンダマンカギツノクワガタ H.andamanensis

## フタマタクワガタ属Hexarthrius
- アドゥンクスフタマタクワガタ H.aduncus
- ボーリンフタマタクワガタ H.bowringi
- ブケットフタマタクワガタ H.buqueti
- ダビソンフタマタクワガタ H.davisoni
- フォルスターフタマタクワガタ H.forsteri
- ホウデンフタマタクワガタ H.howdeni
- マンディブラリスフタマタクワガタ H.mandibularis
- ムニスゼッチフタマタクワガタ H.mniszechi
- ニグリトゥスフタマタクワガタ H.nigritus
- パリーフタマタクワガタ H.parryi = H.deyrollei
- リノケロスフタマタクワガタ H.rhinoceros
- ビタリスフタマタクワガタ H.vitalisi

## メンガタクワガタ属Homoderus
- グラディアトールメンガタクワガタ H.gladiator
- ジョンストンメンガタクワガタ H.johnstoni
- メンガタクワガタ H.mellyi

## カタハリクワガタ属Hoplogonus
- カタハリクワガタ H.simsoni

## ヌエクワガタ属Katsuraius
- ヌエクワガタ K.ikedaorum

## キンイロクワガタ属Lamprima
- パプアキンイロクワガタ L.adolphinae
- アウラタキンイロクワガタ L.aurata
- インスラリスキンイロクワガタ L.insularis
- ミカルドキンイロクワガタ L.micardi
- バリアンスキンイロクワガタ L.varians

## ホソクワガタ属Leptinopterus
- アフィニスホソクワガタ L.affinis
- ホソクワガタ L.femoratus
- イベックスホソクワガタ L.ibex
- ブイニグルムホソクワガタ L.v-nigrum

## オオコツノクワガタ属Lissapterus
- グランミクスオオコツノクワガタ L.grammicus
- オオコツノクワガタ L.howittanus
- モンティバグスオオコツノクワガタ L.montivagus

## コツノクワガタ属Lissotes
- カンクロイデスコツノクワガタ L.cancroides
- コルヌトゥスコツノクワガタ L.cornutus
- ダーリントンコツノクワガタ L.darlingtoni
- フルキコルニスコツノクワガタ L.furcicornis
- ヘルムスコツノクワガタ L.helmsi
- ラウンケストンコツノクワガタ L.launcestoni
- コツノクワガタ L.menalcas
- ニュージーランドコツノクワガタ L.novaezealandiae
- オブツサトゥスコツノクワガタ L.obtusatus
- レティクラトゥスコツノクワガタ L.reticulatus
- ロドウェイコツノクワガタ L.rodwayi
- ルディスコツノクワガタ L.rudis
- ウルスコツノクワガタ L.urus

## ミヤマクワガタ属Lucanus
- アングスティコルニスミヤマクワガタ L.angusticornis
- アトラトゥスミヤマクワガタ L.atratus
- バルバロッサミヤマクワガタ L.barbarossa
- カンターミヤマクワガタ L.cantori
- カプレオルスミヤマクワガタ L.capreolus
- ヨーロッパミヤマクワガタ L.cervus
- ダイトンヒメミヤマクワガタ L.datunensis
- ダビィディスミヤマクワガタ L.davidis
- デラバイミヤマクワガタ L.delavayi
- ドハティーミヤマクワガタ L.dohertyi
- エラフスミヤマクワガタ L.elaphus
- フェアーメイルミヤマクワガタ L.fairmairei
- タイワンミヤマクワガタ L.formosanus
- フォーチュンミヤマクワガタ L.fortunei
- フライミヤマクワガタ L.fryi
- グラキルスミヤマクワガタ L.gracilis
- グロールミヤマクワガタ L.groulti
- ヘルマンミヤマクワガタ L.hermani
- イベリクスミヤマクワガタ L.ibericus
- クリイロミヤマクワガタ L.kanoi
- コヤマミヤマクワガタ L.koyamai
- クラーツミヤマクワガタ L.kraatzi
- ラエトゥスミヤマクワガタ L.laetus
- ラミニフェルミヤマクワガタ L.laminifer
- ルニフェルミヤマクワガタ L.lunifer
- ミヤマクワガタ L.maculifemoratus
- マザマミヤマクワガタ L.mazama
- メアレーミヤマクワガタ L.mearesii
- キアシヒメミヤマクワガタ L.miwai
- ミヤシタミヤマクワガタ L.miyashitai
- ノビリスミヤマクワガタ L.nobilis
- オーベルチュールミヤマクワガタ L.oberthueri
- クロアシミヤマクワガタ L.ogakii
- パリーミヤマクワガタ L.parryi
- プラキドゥスミヤマクワガタ L.placidus
- プラネットミヤマクワガタ L.planeti
- プルケルスミヤマクワガタ L.pulchellus
- セリケウスミヤマクワガタ L.sericeus
- スミスミヤマクワガタ L.smithi
- ヒメミヤマクワガタ L.swinhoei
- シセンミヤマクワガタ L.szetschuanicus
- テトラオドンミヤマクワガタ L.tetraodon
- チベットミヤマクワガタ L.tibetanus
- ビロススミヤマクワガタ L.villosus
- ウエスターマンミヤマクワガタ L.westermanni
- ウィットマーミヤマクワガタ L.wittmeri

## オオズクワガタ属Macrocrates
- アウストラリスオオズクワガタ M.australis

## オオツヤクワガタ属Mesotopus
- タランドゥスオオツヤクワガタ M.tarandus
- レギウスオオツヤクワガタ M.regius

## ツヤケシクワガタ属Metadorcus
- ツヤケシクワガタ M.rotundatus

## マルバネクワガタ属Neolucanus
- ブレビスマルバネクワガタ N.brebis
- カスタノプテルスマルバネクワガタ N.castanopterus
- キングラトゥスマルバネクワガタ N.cingulatus
- デリカトゥスマルバネクワガタ N.delicatus
- ドロマルバネクワガタ N.doro
- ユーゲニエマルバネクワガタ N.eugeniae
- チャイロマルバネクワガタ N.insularis
- ラティコリスマルバネクワガタ N.laticollis
- ラトゥスマルバネクワガタ N.latus
- マルギナトゥスマルバネクワガタ N.marginatus
- ニティドゥスマルバネクワガタ N.nitidus
- パリーマルバネクワガタ N.parryi
- サラウトマルバネクワガタ N.sarrauti
- チュウゴクマルバネクワガタ N.sinicus
- アカマルバネクワガタ N.swinhoei
- ビキヌスマルバネクワガタ N.vicinus

## ツヤクワガタ属Odontolabis
- アルケスツヤクワガタ O.alces
- バデルツヤクワガタ O.baderi
- ベリコサツヤクワガタ O.bellicosa
- ブルークツヤクワガタ O.brookeana
- ブルマイスターツヤクワガタ O.burmeisteri
- カリナータツヤクワガタ O.carinata
- カステルナウツヤクワガタ O.castelnaudi
- クベラツヤクワガタ O.cuvera
- キプルツヤクワガタ O.cypri
- ダールマンツヤクワガタ O.dalmanni
- デレッセルツヤクワガタ O.delesserti
- フェモラリスツヤクワガタ O.femoralis
- ガゼラツヤクワガタ O.gazella
- ヒタムツヤクワガタ O.hitam
- インペリアリスツヤクワガタ O.imperialis
- インビタビリスツヤクワガタ O.invitabilis
- カズヒサツヤクワガタ O.kazuhisai
- ラコダールツヤクワガタ O.lacordairei
- ラティペニスツヤクワガタ O.latipennis
- リュートネルツヤクワガタ O.leuthneri
- ルデキンツヤクワガタ O.ludekingi
- マクロケファルスツヤクワガタ O.macrocephalus
- ミクロスツヤクワガタ O.micros
- モウホツヤクワガタ O.mouhoti
- ニシヤマツヤクワガタ O.nishiyamai
- プラティノータツヤクワガタ O.platynota
- リツェマエツヤクワガタ O.ritsemae
- ロレカオティンブツヤクワガタ O.rorekaotimbuensis
- サラシンツヤクワガタ O.sarasinorum
- オニツヤクワガタ O.siva
- ゾンメルツヤクワガタ O.sommeri
- スペクタビリスツヤクワガタ O.spectabilis
- スティーブンスツヤクワガタ O.stevensi
- ストリアータツヤクワガタ O.striata
- タローニツヤクワガタ O.taronii
- ベルシコロールツヤクワガタ O.versicolor
- ボーレンホーベンツヤクワガタ O.vollenhoveni
- ワラストンツヤクワガタ O.wollastoni
- ヤスオカツヤクワガタ O.yasuokai

## コバンクワガタ属Oonotus
- コバンクワガタ O.adspersus

## ニジイロクワガタ属Phalacrognathus
- ニジイロクワガタ P.muelleri

## ニセルリクワガタ属Platyceroides
- ラティコリスニセルリクワガタ P.laticollis
- オパクスニセルリクワガタ P.opacus

## ムカシルリクワガタ属Platyceropsis
- ムカシルリクワガタ P.keeni

## ルリクワガタ属Platycerus
- ヨーロッパコルリクワガタ P.caraboides
- チョウセンコルリクワガタ P.hongwonpyoi
- オレゴンルリクワガタ P.oregonensis

## オニクワガタ属Prismognathus
- オニクワガタ P.angularis
- キンオニクワガタ P.dauricus
- ダヴィディスオニクワガタ P.davidis
- タイワンオニクワガタ P.formosanus
- クロサワオニクワガタ P.kurosawai
- ルキドゥスオニクワガタ P.lucidus
- ヘキロクオニクワガタ P.piluensis

## ノコギリクワガタ属Prosopocoilus
- アンティロペノコギリクワガタ P.antilope
- アテヌアトゥスノコギリクワガタ P.attenuatus
- ビデンタトゥスノコギリクワガタ P.bidentatus
- ビプラギアトゥスノコギリクワガタ P.biplagiatus
- ビソンノコギリクワガタ P.bison
- ブルイジンノコギリクワガタ P.bruijni
- ブッダノコギリクワガタ P.buddha
- カルコイデスノコギリクワガタ P.chalcoides
- チュウジョウノコギリクワガタ P.chujoi
- キリペスノコギリクワガタ P.cilipes
- コンフキウスノコギリクワガタ P.confucius
- コルポラールノコギリクワガタ P.corporaali
- クレヌリデンスノコギリクワガタ P.crenulidens
- ディバティッセノコギリクワガタ P.debatissei
- デキピエンスノコギリクワガタ P.decipiens
- デンティクラトゥスノコギリクワガタ P.denticulatus
- デンティフェルノコギリクワガタ P.dentifer
- ドエスブルクノコギリクワガタ P.doesburgi
- ドリスノコギリクワガタ P.doris
- ドルサリスノコギリクワガタ P.dorsalis
- ドゥネスノコギリクワガタ P.downesi
- ドゥビウスノコギリクワガタ P.dubius
- エリックノコギリクワガタ P.erici
- ファベールノコギリクワガタ P.faber
- ファブリースノコギリクワガタ P.fabricei
- フラビドゥスノコギリクワガタ P.flavidus
- フォルケプスノコギリクワガタ P.forceps
- フォルフィクラノコギリクワガタ P.forficula
- ウスバクワガタ P.formosanus
- フランシスノコギリクワガタ P.francisi
- フルストルファーノコギリクワガタ P.fruhstorferi
- フルゲンスノコギリクワガタ P.fulgens
- フスクスノコギリクワガタ P.fuscus
- ゲルツルードノコギリクワガタ P.gertrudae
- ギラファノコギリクワガタ P.giraffa
- グラキリスノコギリクワガタ P.gracilis
- ハスタートノコギリクワガタ P.hasterti
- ヒエッケノコギリクワガタ P.hiekei
- ヒストリオノコギリクワガタ P.histrio
- ノコギリクワガタ P.inclinatus
- アスタコイデスノコギリクワガタ P.javanus = P.astacoides
- ジュリエットノコギエリクワガタ P.julietae
- カネェギィエテルノコギリクワガタ P.kannegieteri
- カタンガノコギリクワガタ P.katanganus
- ラフェルトノコギリクワガタ P.lafertei
- ラミニフェルノコギリクワガタ P.laminifer
- ラテラリスノコギリクワガタ P.lateralis
- ラテリヌスノコギリクワガタ P.laterinus
- ルマウィギィノコギリクワガタ P.lumawigi
- マクレランドノコギリクワガタ P.maclellandi
- マクラトゥスノコギリクワガタ P.maculatus
- ミラビリスノコギリクワガタ P.mirabilis
- モーニッケノコギリクワガタ P.mohnikei
- タカサゴノコギリクワガタ P.motschulskii
- ミルメコレオンノコギリクワガタ P.myrmecoleon
- ミスティクスノコギリクワガタ P.mysticus
- ナタールノコギリクワガタ P.natalensis
- オキピタリスノコギリクワガタ P.occipitalis
- オーウェンノコギリクワガタ P.oweni
- パリーノコギリクワガタ P.parryi
- パッサロイデスノコギリクワガタ P.passaloides
- ポリトゥスノコギリクワガタ P.politus
- ニセコンゴノコギリクワガタ P.pseudocongoanus
- プンクタティシムスノコギリクワガタ P.punctatissimus
- ロメオノコギリクワガタ P.romeoi
- ルーベンスノコギリクワガタ P.rubens
- サバゲノコギリクワガタ P.savagei
- セネガルノコギリクワガタ P.senegalensis
- セリケウスノコギリクワガタ P.sericeus
- セルコルニスノコギリクワガタ P.serricornis
- スペキオサスノコギリクワガタ P.speciosus
- スペクタビリスノコギリクワガタ P.spectabilis
- スペクラリスノコギリクワガタ P.specularis
- スペンスノコギリクワガタ P.spencei
- スピネウスノコギリクワガタ P.spineus
- スクアミラテリスノコギリクワガタ P.squamilateris
- スプレブスノコギリクワガタ P.suprebus
- スツラリスノコギリクワガタ P.suturalis
- スワンジィノコギリクワガタ P.swanzyanus
- ティグリヌスノコギリクワガタ P.tigrinus
- トレスノコギリクワガタ P.torresensis
- トラグルスノコギリクワガタ P.tragulus
- ウムハンノコギリクワガタ P.umhangi
- バリエガートゥスノコギリクワガタ P.variegatus
- ビオッサトノコギリクワガタ P.viossati
- ウォレスノコギリクワガタ P.wallacei
- ウィンベルレイノコギリクワガタ P.wimberleyi
- ゼブラノコギリクワガタ P.zebra

## クロツヤシカクワガタ属Pseudorhaetus
- チュウゴククロツヤシカクワガタ P.sinicus

## サメハダクワガタ属Pycnosiphorus
- アリグットサメハダクワガタ P.arriguttii
- ブレビィコリスサメハダクワガタ P.brevicollis
- カエラートゥスサメハダクワガタ P.caelatus
- カルヴェルトサメハダクワガタ P.calverti
- コスタートゥスサメハダクワガタ P.costatus
- ファスキアートゥスサメハダクワガタ P.fasciatus
- フェモラリスサメハダクワガタ P.femoralis
- レッソンサメハダクワガタ P.lessoni
- マグニフィクスサメハダクワガタ P.magnificus
- サメハダクワガタ P.mandibularis
- フィレップサメハダクワガタ P.philippii
- バラスサメハダクワガタ P.varasi
- ビルガトゥスサメハダクワガタ P.virgatus

## シカクワガタ属Rhaetulus
- シカクワガタ R.crenatus
- ディディエールシカクワガタ R.didieri
- スペキオススシカクワガタ R.speciosus

## オオシカクワガタ属Rhaetus
- ウエストウッドオオシカクワガタ R.westwoodi

## ムナコブクワガタ属Rhyssonotus
- ユグラリスムナコブクワガタ R.jugularis
- ラティケプスムナコブクワガタ R.laticeps
- ムナコブクワガタ R.nebulosus
- ポリトゥスムナコブクワガタ R.politus

## ムネツノクワガタ属Sclerostomus
- バックレイムネツノクワガタ S.buckleyi
- ムネツノクワガタ S.costatus
- クルエントゥスムネツノクワガタ S.cruentus
- ククラートゥスムネツノクワガタ S.cucullatus
- ロツンダートゥスムネツノクワガタ S.rotundatus
- セクリフォルミスムネツノクワガタ S.securiformis
- ツベルクラートゥスムネツノクワガタ S.tuberculatus

## イッカククワガタ属Sinodendron
- イッカククワガタ S.cylindricum
- ルゴスムイッカククワガタ S.rugosum

## シワバネクワガタ属Sphaenognathus
- シワバネクワガタ S.albofuscus
- アルティコリスシワバネクワガタ S.alticollis
- ベリコススシワバネクワガタ S.bellicosus
- フェイスタメルシワバネクワガタ S.feisthameli
- フルミシワバネクワガタ S.furumii
- ガウジョーシワバネクワガタ S.gaujoni
- リンデンシワバネクワガタ S.lindeni
- メタリフェルシワバネクワガタ S.metallifer
- モンギロンシワバネクワガタ S.monguilloni
- ノビリスシワバネクワガタ S.nobilis
- オベロンシワバネクワガタ S.oberon
- ペルビアヌスシワバネクワガタ S.peruvianus

## ドウイロクワガタ属Streptocerus
- ドウイロクワガタ S.speciosus

## ツツクワガタ属Syndesus
- ツツクワガタ S.cornutus

## ベトナムシカクワガタ属Weinreichius
- ベトナムシカクワガタ W.perroti